# Catullus (cráter)
Catullus es un cráter de impacto de 1002 km de diámetro del planeta Mercurio. Debe su nombre al poeta de la antigua Roma Catulo (c. 84 -c. 54 aC), y su nombre fue aprobado por la  Unión Astronómica Internacional en 2012.